# The Platinum Collection (Francesco Guccini)
The Platinum Collection è un album di Francesco Guccini pubblicato nel 2006. 

## Il disco
La raccolta è formata da tre CD contenenti una selezione di 47 canzoni inserite in ordine cronologico. L'album contiene anche un libretto con una presentazione di Massimo Cotto. Alla conclusione del terzo CD è presente un brano, Le belle domeniche pubblicato nel 1975 nell'antologia collettiva Grande Italia.

## Tracce

### CD 1
1. Noi non ci saremo – 5:13
2. In morte di S.F. (Canzone per un'amica) – 3:37
3. Auschwitz – 4:37
4. Statale 17 – 3:08
5. Due anni dopo – 3:40
6. Vedi cara – 4:51
7. L'isola non trovata – 2:45
8. Un altro giorno è andato – 4:13
9. Asia – 5:10
10. La locomotiva – 8:16
11. Canzone dei dodici mesi – 7:01
12. Piccola città – 4:33
13. Incontro – 3:37
14. Il vecchio e il bambino – 4:19
15. Canzone della bambina portoghese – 5:30
16. Canzone delle osterie di fuori porta – 6:03

### CD 2
1. L'avvelenata – 4:39
2. Canzone di notte n. 2 – 4:56
3. Via Paolo Fabbri 43 – 8:13
4. Amerigo – 6:57
5. Libera nos domine – 4:31
6. Le cinque anatre – 3:43
7. Eskimo – 8:15
8. Bisanzio – 5:10
9. Venezia – 4:02
10. Bologna – 4:40
11. Autogrill – 4:26
12. Gli amici – 4:42
13. Scirocco – 5:40
14. Signora Bovary – 4:06
15. Van Loon – 5:43

### CD 3
1. Quello che non... – 4:25
2. Canzone delle domande consuete – 3:29
3. Farewell – 5:13
4. Samantha – 5:18
5. Lettera – 4:19
6. Vorrei – 5:18
7. Quattro stracci – 4:09
8. Cirano – 6:38
9. Addio – 4:07
10. Stagioni – 6:09
11. E un giorno... – 5:24
12. Don Chisciotte – 5:59
13. Una canzone – 4:35
14. Odysseus – 4:26
15. Piazza Alimonda – 5:51
16. Le belle domeniche – 3:08